# 日本語世代
日本語世代（にほんごせだい）とは、第二次世界大戦終結までに日本帝国の海外領土（外地）で生まれ、教育を受けた世代を指す。この世代は朝鮮、台湾、太平洋諸島を中心に現在も日本語を流暢に操るとされている。

## 概要
日本の外地経営はイギリスの植民地支配と異なり、支配する側と支配される側を厳密に区別していたイギリスとは異なり、帝国臣民にするため同化政策を取った。
欧米の植民地経営は従来の専制的な支配機構を温存し､被支配民をあえて無知にすることで円滑な支配を目指したのに対し、日本は従来の支配機構を廃止して自国の中央集権的な統治体制に組み込むとともに、積極的なインフラ投資を行い､自国に有利に働く教育を普及させることで現地の近代化を目指した。

## 台湾
台湾において日本語世代とは、日清戦争後から第二次世界大戦終結まで教育を受けた世代を指す。
初の海外領土となった台湾を日本政府は原住民などの抵抗勢力には苛烈な攻撃を加える一方、後藤新平台湾総督府民政長官をはじめとする国の規模からみて過剰ともいえる情熱を注いで開発事業を行った。その結果、化外の地と呼ばれていた台湾に上下水道、ダム、インフラ整備の整った地へと姿を変えることになる。
日本語教育の影響は大きく解放後も高齢者は異民族との共通語として日本語の方が機能した。｢運将｣（うんちゃん）｢多桑｣（とーさん）など日本語からの借用語も若年層に根付いている。
台湾原住民の言語は大きく衰退し民族言語の保存などは民主化まで待たなければならなかった。
著名な日本語世代としては金美齢と李登輝が挙げられる。特に李登輝は｢日本語でものを考える｣と日本語教育の影響を強く受けた。
2019年には日本語世代の交流団体である台日交流連誼会が解散するなど日本語世代の高齢化、減少が進んでいる。

## 朝鮮
朝鮮において日本語世代とは、一般的に韓国併合から第二次世界大戦終結までの35年間で教育を受けた世代を指す。
朝鮮においては重要な食料、工業基地として積極的開発を行い、人口が倍増、識字率が上昇したが、三・一独立運動などの独立運動や武力蜂起に対して弾圧、皇民化教育などの同化政策の実施など現在も続く歴史認識をめぐる日本と南北朝鮮の対立の火種となった。
著名な日本語世代は朴正煕、金大中、金泳三が有名。朴正煕は旧日本軍の軍人だったため日帝強占下反民族行為真相糾明に関する特別法において配慮された。

## 太平洋諸島
ここではパラオを取り扱う。
パリ講和会議から第二次世界大戦終結に教育を受けた世代が日本語世代である。
パラオは周辺諸島における植民地統治の中核的な島となり、多くの日本人が移住しパラオ支庁管内の住民の4人に3人は日本人となった。台湾、朝鮮同様病院・道路など各種インフラの整備も重点的に行われ、1920年代頃になるとコロールは近代的な町並みへとその姿を変貌させていったが、あくまでも委任統治領にすぎなかったためパラオ先住民に日本国籍が与えられることはなかった。
現在のパラオでは日本語は日常語ではないが、｢ツカレナオース？｣（飲みに行かないか？　のニュアンス）など、パラオ語には現在でも日本語が変化を遂げて現地の言葉として定着したものや借用が見られる。名前に「クニオ」「タロウ」などの日本名を付ける親も多い。また、同国のアンガウル州は世界で唯一日本語を公用語として認めていることで知られる（日本には公用語を定めた法令は存在しない）。